# Monastero di Drübeck

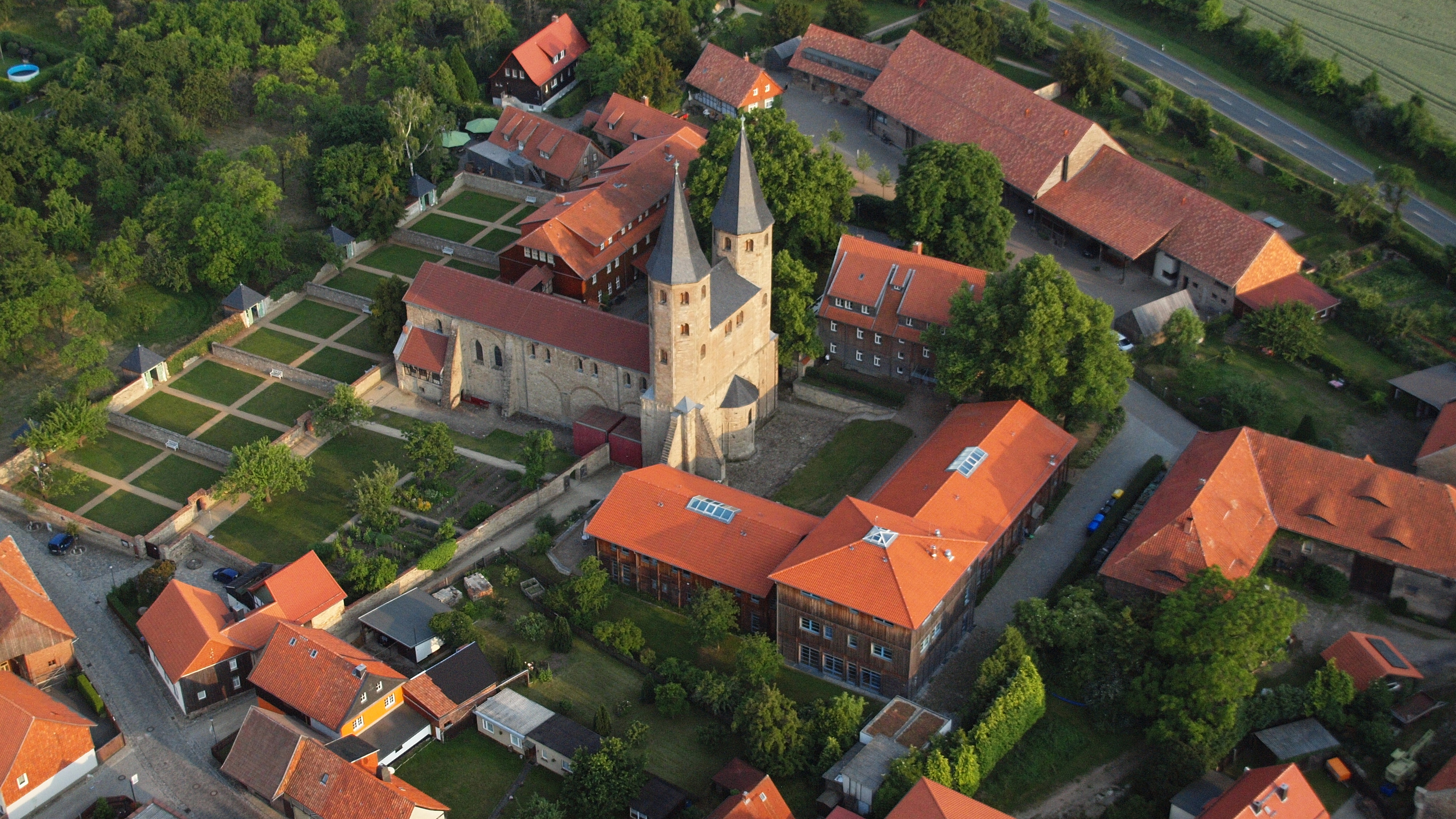
Veduta aerea

Il monastero di Drübeck è stata sede di un'abbazia di suore benedettine nei pressi di Ilsenburg (Sassonia-Anhalt). Oggi pur non essendoci più un ordine religioso, il complesso mantiene una vocazione spirituale essendo la sede di convegni della chiesa evangelica della Germania settentrionale e inoltre nel monastero si trova anche un istituto teologico e un collegio pastorale.

## Storia
Il convento venne menzionato per la prima volta il 10 settembre 960 in un documento ufficiale del re Ottone I.
Una più antica menzione del monastero risalente all'877 è ritenuta piuttosto un falso.
Durante il periodo della Riforma protestante il monastero venne abbandonato e solo nel 1687 il conte di Stolberg-Wernigerode decise di acquisire la proprietà del monastero ed istituire un nuovo ordine di suore. Nel 1946 la diocesi di Sassonia assunse il controllo dell'edificio, instaurando gli organi presenti tutt'oggi.

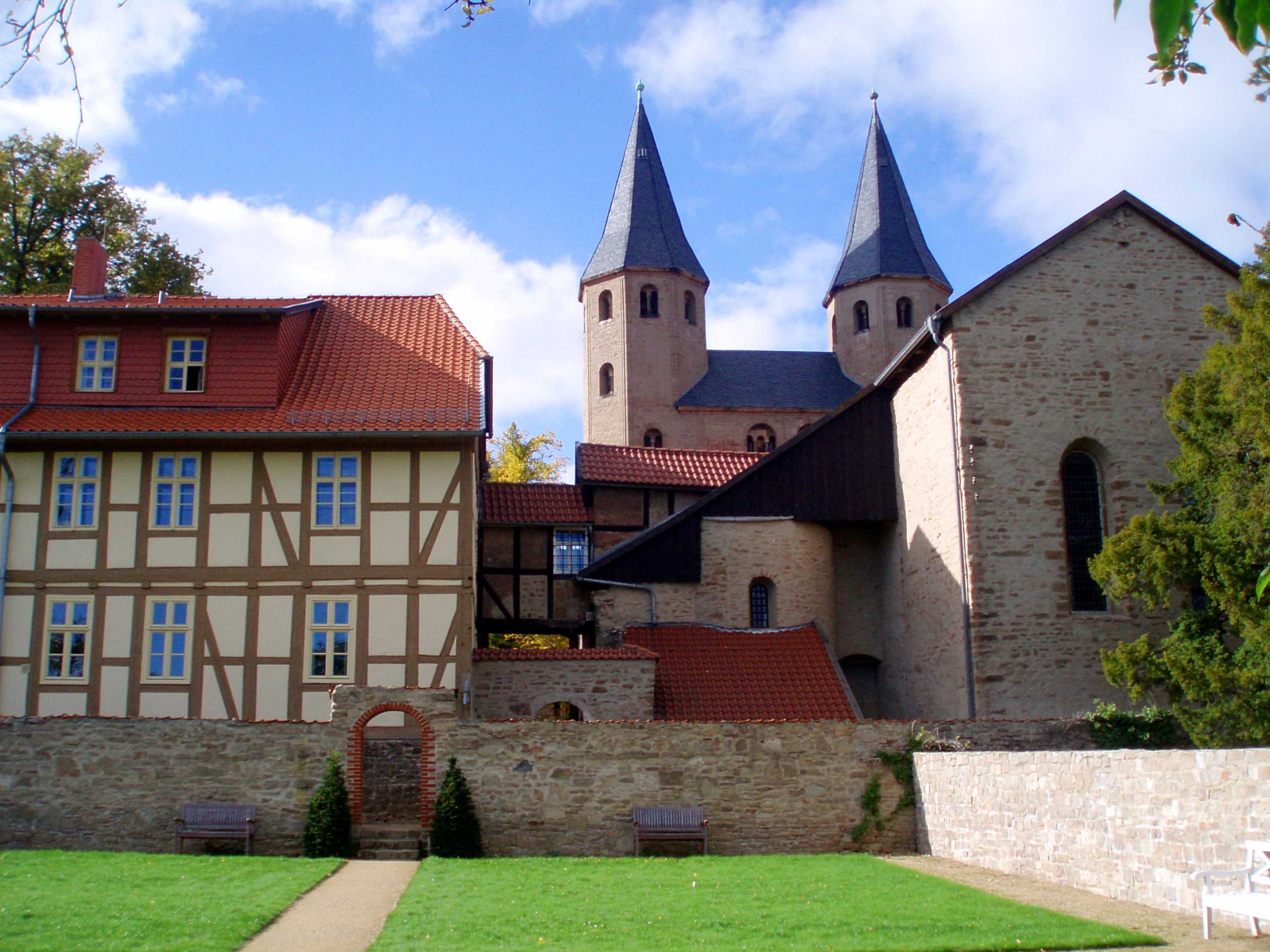
Primavera al monastero

## Descrizione
La prima ristrutturazione dell'edificio si ebbe nel 1004 sotto il regno di Enrico II.
In quest'epoca venne fondata la chiesa di San Vito, la quale venne ampliata nel corso del XII secolo con l'aggiunta del tipico Westwerk tedesco, ossia le doppie torri campanarie. Alla prima fase risalgono alcuni capitelli in stile ottoniano nella navata centrale.

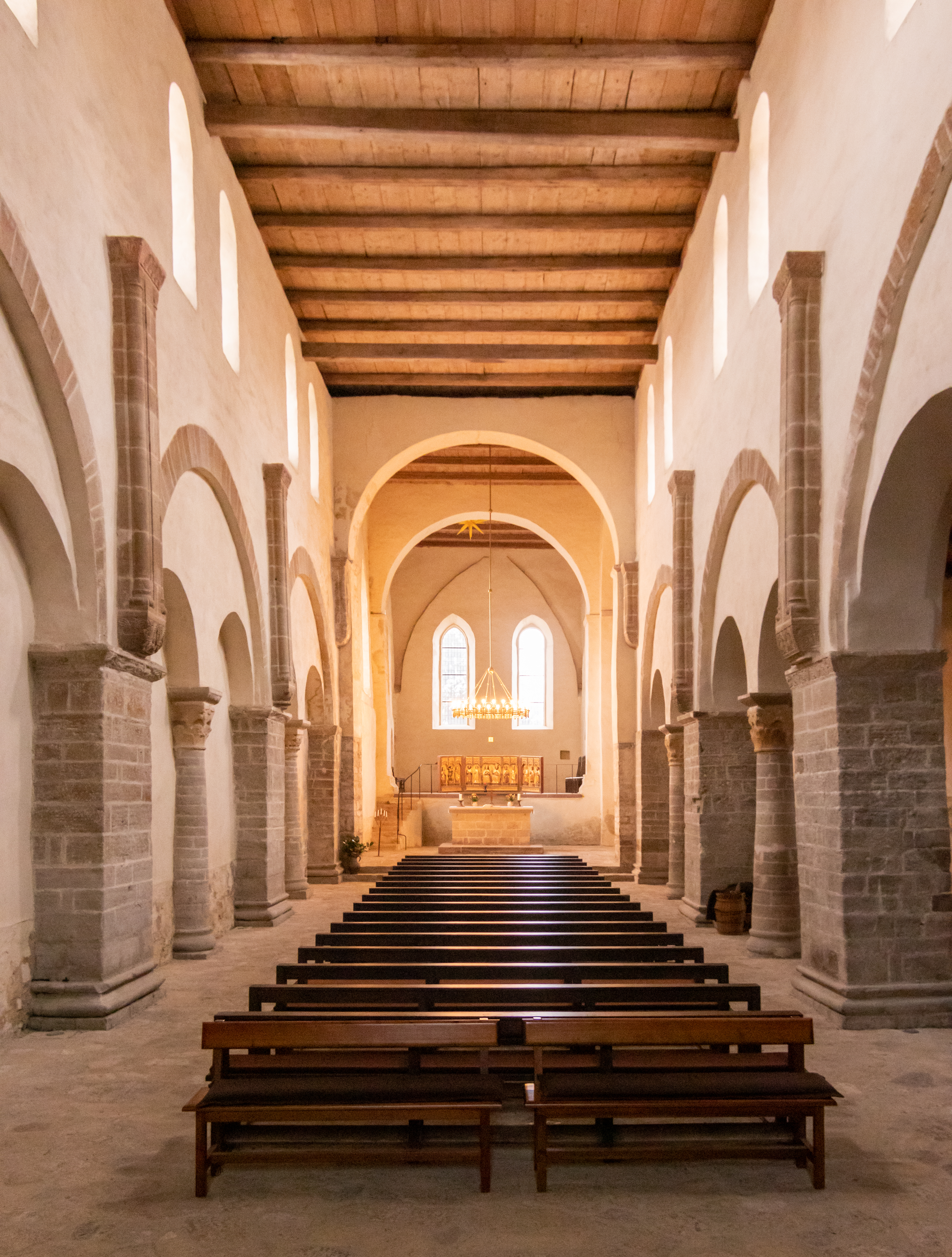
Navata centrale della chiesa di San Vito

Durante la fase di abbandono nell'epoca della riforma, il convento subì molti danni. Il complesso venne restaurato nell'epoca barocca.
Nel 1950 si è cercato di restituire l'aspetto originario grazie a restauri mirati. Ad oggi il convento fa parte dell'itinerario turistico la Strada del Romanico.